# Monumento a Juan Pablo II (Sevilla)
El monumento a Juan Pablo II, es una estatua de bronce sobre pedestal situada en la plaza Virgen de los Reyes de Sevilla, Andalucía, España. El monumento supone un gesto de la ciudad a Juan Pablo II, que visitó Sevilla en 1982, en la beatificación de Ángela de la Cruz, y en 1993, cuando para clausurar el XLV Congreso Eucarístico Internacional.

## Historia
El monumento fue diseñado en 2006 por la Asociación Promonumento a Juan Pablo II. Fue realizado y se expuso en el Centro Cajasol de la plaza San Francisco. se barajaron diferentes lugares para su colocación: la plaza de la Contratación, la Puerta de Jerez y la calle Adolfo Rodríguez Jurado. Finalmente, se acordó situarlo en la plaza Virgen de los Reyes, cerca de la catedral de Sevilla y frente al palacio Arzobispal.
La estatua se encuentra sobre un pedestal de mármol con una placa. Fue inaugurado en 2012 en presencia del alcalde, Juan Ignacio Zoido, y del arzobispo, Juan José Asenjo.